# Everyday Life
Everyday Life —en españolː Vida cotidiana— es el octavo álbum de estudio de la banda británica de pop y rock alternativo Coldplay. Fue lanzado el 22 de noviembre de 2019 por Parlophone en el Reino Unido y Atlantic en los Estados Unidos. Es un álbum doble (lanzado como un solo CD), con la primera mitad titulada Sunrise y la segunda mitad como Sunset. El lanzamiento coincidió con Coldplay: Everyday Life - Live in Jordan, en el que las actuaciones de cada mitad del álbum se transmitieron en vivo desde Amán, Jordania, al amanecer y al atardecer, respectivamente.
El álbum fue grabado de 2018 a mediados de 2019, con algunas canciones provenientes de las sesiones de grabación de Viva la Vida de 2007-2008. Muchos productores y colaboradores regresaron para unirse a los esfuerzos de la banda, incluidos «The Dream Team» (Rik Simpson, Dan Green, Bill Rahko), Davide Rossi y Emily Lazar. Las especulaciones sobre la existencia del álbum persistieron desde su disco anterior, A Head Full of Dreams, mientras circulaban rumores de que Coldplay se disolvería. Este es el segundo álbum de estudio de la banda que no cuenta con el apoyo de una gira importante, el otro es Ghost Stories (2014).
El álbum recibió reseñas positivas de críticos de la música. La mayoría alabó su dirección experimental de rock alternativo y el cambio a letras políticamente pesadas. Everyday Life fue elogiado por sus variados estilos de canciones en contraste con sus antiguas raíces de sus álbumes anteriores de Parachutes a Viva la Vida. Algunos estaban menos entusiasmados con la proyección del estilo experimental, citando la falta de consistencia temática del álbum. Comercialmente, Everyday Life le dio a la banda su octavo álbum número uno en la lista de álbumes del Reino Unido y su séptimo álbum entre los diez primeros en el Billboard 200 en los Estados Unidos. Fue apoyado por cuatro sencillos: «Orphans» y «Arabesque» en octubre de 2019, «Everyday Life» en noviembre y «Champion of the World» en febrero de 2020.

## Promoción
El 13 de octubre de 2019, carteles en blanco y negro con la banda presentando el álbum, y la fecha 22 de noviembre de 1919 aparecieron en varias ciudades de todo el mundo, incluidos São Paulo, Berlín, Hong Kong y Sídney. El 19 de octubre, también se lanzó un video teaser con el mismo tema. Dos días después, varios fanáticos comenzaron a recibir notas escritas a máquina de la banda por correo.

queridos amigos / mis escritos no son muy buenos lo siento / esperamos que donde sea que se encuentren, estén bien / durante los últimos 100 años aproximadamente, hemos estado trabajando en una cosa llamada Everyday Life / en los anuncios clasificados se podría describir algo como «álbum doble a la venta, un dueño de quién preocuparse» / la primera mitad se llama Sunrise, la otra Sunset / saldrá el 22 de noviembre / así es como nos hace sentir esto / te enviamos mucho amor desde casa / سلام و حب / chris, jonny, guy y will, esq.
— Coldplay, en una nota escrita a máquina para sus fanáticos.

El 23 de octubre, la banda anunció la lista de canciones en las secciones de publicidad de varios periódicos de todo el mundo. Esto incluyó el periódico  del Norte de Gales, Daily Post, donde el guitarrista Jonny Buckland «una vez tuvo un trabajo de vacaciones». La edición del 19 de noviembre del periódico neozelandés Otago Daily Times presentó anuncios que contenían letras de las canciones del álbum.

### Estilo de sonido
El álbum fue grabado usando la tecnología Dolby Atmos.

### Presentaciones en vivo
Durante una conferencia de prensa en línea el 1 de noviembre, Coldplay anunció que realizarían Everyday Life en dos shows en Amán, Jordania, el 22 de noviembre, la fecha de lanzamiento del álbum. El primer espectáculo mostró a la banda interpretando la primera mitad del álbum Sunrise a las 4:00 a. m. GMT, y el segundo show presentó el debut de Sunset a las 2:00 p. m. GMT. Los espectáculos, que se transmitieron en vivo en YouTube, marcaron las primeras actuaciones de la banda en ese país. Ambos programas se promocionaron y anunciaron como originales de YouTube. Las dos presentaciones se realizaron sin audiencia, pero la noche siguiente la banda realizó su primer espectáculo público en la Ciudadela de la capital de Jordania, Amán. El 18 de noviembre, la banda anunció un espectáculo único en el Museo de Historia Natural de Londres el 25 de noviembre, y las ganancias se donaron a una organización benéfica ambiental. Sin embargo, la banda anunció que no tocarían una gira mundial para promocionar el álbum hasta que hubieran abordado las preocupaciones relacionadas con los viajes y el impacto ambiental de los espectáculos.

## Shows
| Fecha                   | Ciudad      | País           | Lugar                                |
| ----------------------- | ----------- | -------------- | ------------------------------------ |
| Asia                    |             |                |                                      |
| 23 de noviembre de 2019 | Amán        | Jordania       | Amman Citadel                        |
| Europa                  |             |                |                                      |
| 25 de noviembre de 2019 | Londres     | Reino Unido    | Museo de Historia Natural de Londres |
| 27 de noviembre de 2019 | Londres     | Reino Unido    | Maida Vale Studios                   |
| 28 de noviembre de 2019 | Londres     | Reino Unido    | Maida Vale Studios                   |
| Norteamérica            |             |                |                                      |
| 15 de enero de 2020     | Los Ángeles | Estados Unidos | SiriusXM Radio at The Garage         |
| 17 de enero de 2020     | Los Ángeles | Estados Unidos | HD Radio Sound Space at KROQ         |
| 18 de enero de 2020     | Inglewood   | Estados Unidos | The Forum                            |
| 20 de enero de 2020     | Los Ángeles | Estados Unidos | Hollywood Palladium                  |
| 21 de enero de 2020     | Los Ángeles | Estados Unidos | Hollywood Palladium                  |

## Sencillos
«Orphans» y «Arabesque» fueron lanzados como sencillos principales del álbum el 24 de octubre de 2019 en el programa de Annie Mac en BBC Radio 1. Al día siguiente, salió el video musical de «Orphans». «Arabesque» no tuvo uno. «Everyday Life» fue lanzado como el tercer sencillo el 3 de noviembre de 2019. El video musical se lanzó el 9 de diciembre de 2019. El 20 de noviembre se lanzó un video musical de «Daddy» y un video con letras de «Champion of the World», este último también se lanzó como sencillo el 25 de febrero de 2020. El video musical de «Cry Cry Cry», que fue codirigido por la novia de Chris, Dakota Johnson, fue lanzado el 14 de febrero de 2020. El video musical «Trouble in Town» se lanzó el 12 de marzo de 2020.

## Recepción

### Crítica
Everyday Life recibió reseñas generalmente positivas de los críticos. En Metacritic, que asigna una calificación normalizada de 100 a las reseñas de los críticos principales, el álbum obtuvo un puntaje promedio de 73 de 100 basado en 26 reseñas, lo que indica «reseñas generalmente favorables», convirtiéndose en el segundo álbum con la puntuación más alta de la banda en el sitio web, detrás de A Rush of Blood to the Head. Al escribir para The Daily Telegraph, Neil McCormick aclamó la experimentación del álbum, afirmando que Everyday Life «se siente orgánico, análogo y alegre a medida que Coldplay profundiza en diferentes géneros musicales», y destacó el «regalo de oro de Martin para las melodías, letras casi simplistamente directas y melodías emotivas»." Chris DeVille de Stereogum consideró que la experimentación y el uso de múltiples géneros del álbum funcionaron «la mayoría de las veces», y elogió la exploración «más matizada» de la banda de los problemas sociales, y concluyó que fue un «verdadero gran álbum». En su crítica para NME, Charlotte Krol afirmó que el disco «es una prueba de que Coldplay es más aventurero de lo que a menudo se les suele considerar», a pesar de que algunas de sus canciones son «a veces más emocionantes en teoría que en práctica».
Otros críticos estaban menos entusiasmados con la experimentación del álbum. Aunque Alexis Petridis de The Guardian lo consideró una «intención loable», encontró el álbum «muy disparejo» y criticó la «vaguedad lírica» de varias canciones relacionadas con «asuntos sociopolíticos», pero felicitó «un par de pistas acústicas con genuino peso emocional». En la misma línea, Adam White de «The Independent» describió el álbum como «valiente, aunque imperfecto, intento de romper con la tradición» y «fascinante, a veces brillante», pero consideró que la banda «todavía estaba descubriendo cómo responder a un mundo que se había vuelto más malo, más sucio y cruel», sin embargo, considerando su esfuerzo admirable. Ludovic Hunter-Tilney, del Financial Times, encontró el álbum «platinizante», pero consideró que la composición de Martin era «más centrada de lo habitual»; También señaló la «producción peculiar» del álbum y el equilibrio de los «impulsos contradictorios de ir a lo seguro y arriesgarse».

### Comercial
Everyday Life debutó en el número uno en la lista de álbumes del Reino Unido, convirtiéndose en el octavo álbum número uno del Reino Unido de Coldplay. El álbum fue el tercero más vendido de 2019 en ese país, detrás de No. 6 Collaborations Project y Divinely Uninspired to a Hellish Extent. También debutó en el número siete en el Billboard 200 de Estados Unidos con 48,000 unidades equivalentes a álbumes, incluidas 36 000 ventas de álbumes puros.

## Lista de canciones
| Sunrise |                        | |                                                                    |          |  |
| N.º     | Título                 | Escritor(es) | Productor(es)                                                      | Duración |  |
| 1.      | «Sunrise»              | Guy Berryman, Jonny Buckland, Will Champion, Chris Martin y Davide Rossi                                              | Rossi                                                              | 2:31     |  |
| 2.      | «Church»               | Berryman, Buckland, Champion, Martin, Amjad Sabri, Rossi, Mikkel Eriksen, Tor Hermansen, Jacob Collier y Norah Shaqur | Rik Simpson, Dan Green, Bill Rahko, Angel Lopez y Federico Vindver | 3:50     |  |
| 3.      | «Trouble in Town»      | Berryman, Buckland, Champion y Martin                                                                                 | Simpson, Green y Rahko                                             | 4:38     |  |
| 4.      | «Broken»               | Berryman, Buckland, Champion y Martin                                                                                 | Simpson, Green y Rahko                                             | 2:30     |  |
| 5.      | «Daddy»                | Berryman, Buckland, Champion y Martin                                                                                 | Simpson, Green y Rahko                                             | 4:58     |  |
| 6.      | «WOTW / POTP»          | Berryman, Buckland, Champion y Martin                                                                                 | Simpson, Green y Rahko                                             | 1:16     |  |
| 7.      | «Arabesque»            | Berryman, Buckland, Champion, Martin, Drew Goddard, Femi Kuti y Paul Van Haver                                        | Simpson, Green y Rahko                                             | 5:40     |  |
| 8.      | «When I Need a Friend» | Berryman, Buckland, Champion y Martin                                                                                 | Simpson, Green, Rahko y John Metcalfe                              | 2:35     |  |

| Sunset |                         |                                                                                      |                                                    |          |  |
| N.º    | Título                  | Escritor(es)                                                                         | Productor(es)                                      | Duración |  |
| 1.     | «Guns»                  | Berryman, Buckland, Champion y Martin                                                | Simpson, Green y Rahko                             | 1:55     |  |
| 2.     | «Orphans»               | Berryman, Buckland, Champion, Martin y Moses Martin                                  | Simpson, Green, Rahko, Max Martin, Lopez y Vindver | 3:17     |  |
| 3.     | «Èkó»                   | Berryman, Buckland, Champion y Martin                                                | Simpson, Green y Rahko                             | 2:37     |  |
| 4.     | «Cry Cry Cry»           | Berryman, Buckland, Champion, Martin, Jacob Collier, Bertrand Berns y Jerry Ragovoy  | Simpson, Green y Rahko                             | 2:47     |  |
| 5.     | «Old Friends»           | Berryman, Buckland, Champion y Martin                                                | Simpson, Green y Rahko                             | 2:26     |  |
| 6.     | «بنی آدم»               | Berryman, Buckland, Champion, Martin, Alice Coltrane, Harcourt Whyte y Saadi Shirazi | Simpson, Green y Rahko                             | 3:14     |  |
| 7.     | «Champion of the World» | Berryman, Buckland, Champion, Martin, Andy Monaghan, Scott Hutchison y Simon Liddell | Simpson, Green, Rahko, Martin, Lopez y Vindver     | 4:17     |  |
| 8.     | «Everyday Life»         | Berryman, Buckland, Champion, Martin y John Metcalfe                                 | Simpson, Green, Rahko, Lopez y Vindver             | 4:18     |  |

| Everyday Life — Edición japonesa (bonus track) |                       |                                       |                        |          |  |
| N.º                                            | Título                | Escritor(es)                          | Productor(es)          | Duración |  |
| 9.                                             | «Flags» (bonus track) | Berryman, Buckland, Champion y Martin | Simpson, Green y Rahko | 3:36     |  |

Notas
- Los productores Rik Simpson, Dan Green y Bill Rahko son acreditados colectivamente como «The Dream Team».
- «Broken» se estiliza como «BROKШN» en las copias físicas, mientras que en los medios digitales se estiliza como «BrokEn».
- «WOTW / POTP» significa y se representa en las notas de la edición física como «Maravilla del mundo / Poder de la gente».
- «Church» presenta voces femeninas de Norah Shaqur.
- «Broken» presenta un coro compuesto por Mabvuto Carpenter, Denise Green, Stevie Mackey, Neka Hamilton, Surrenity XYZ, LaMarcus Eldrigde y Dorian Holley.
- «Arabesque» presenta voces de Stromae.
- «When I need a friend» presenta al coro de London Voices dirigido por Ben Parry.
- «God = Love» solo está disponible en la edición física en CD del álbum. Consiste en una grabación de campo de 30 segundos de campanas de la torre del reloj repartidas en 8 pistas. Los títulos de las pistas de esta sección se revelan cuando el CD se carga en una computadora.
- «Orphans» presenta un coro compuesto por Marwa Kreitem, Nadeen Fanous, Garine Antreassian, Bashar Murad, Norah Shaqur, Apple Martin, Moses Martin, Ben Oerlemans, Bill Rahko, Aluna y Jocelyn Jozzy Donald.
- «Èkó» cuenta con coros de Tiwa Savage.[46]
- «بنی آدم» («Bani Adam») presenta la voz de la Dra. Shahrzad (Sherry) Sami recitando el poema del poeta Sa'di en persa. La expresión se traduce literalmente como «Hijos de Adán» o «Seres humanos» en el contexto del poema.
- «Everyday Life» cuenta con coros de Marianna Champion.
- «Church», «Cry Cry Cry» y «Everyday Life» cuentan con coros de Jacob Collier.

Otros créditos
- «Church» mejoró la inspiración de Mikkel Eriksen y Tor Erik Hermansen. Contiene una muestra de «Jaga Ji Laganay», interpretada y escrita por Amjad Sabri.
- «Trouble in Town» contiene una versión de «Jikelele», cantada por los niños del Plan de Alimentación para Niños Africanos (ACFS), de Soweto, Johannesburgo.
- También contiene una grabación de un incidente relacionado con el perfil racial de peatones por un oficial de policía de Filadelfia en 2013.[47]
- «Arabesque» incluye un extracto de la película Music Is the Weapon.
- «When I need a friend» incluye una muestra de la película Everything Is Incredible.
- «Cry Cry Cry» contiene elementos de «Cry, Baby», escrito por «Bert Berns» y «Jerry Ragovoy».
- «بنی آدم» contiene una muestra de «The Sun», escrita por Alice Coltrane.
- «بنی آدم» y «Champion of the world» contienen una muestra de «Otuto Nke Chukwu», interpretada por Harcourt Whyte.
- «Champion of the world» contiene una interpolación de «Los Ángeles, Be Kind», escrita por Scott Hutchison, Simón Lidell y Andy Monaghan.

## Personal
Los créditos son una adaptación de la libreta de notas de «Orphans / Arabesque».
| - «Grabación» - Coldplay - Guy Berryman - bajo, percusión, coros - Will Champion - batería y percusión, teclados, segunda voz - Jonny Buckland - guitarras, coros - Chris Martin - voz principal, guitarras, teclados, piano «Vocalistas adicionales» - Aluna - coro vocal - Garine Antreassian - coro vocal - Jocelyn 'Jozzy' Donald - coro vocal - Nadeen Fanous - coro vocal - Marwa Kreitem - coro vocal - Apple Martin - coro vocal - Moses Martin - coro vocal - Bashar Murad - coro vocal - Ben Oerlemans - coro vocal - Bill Rahko - coro vocal - Norah Shaqur - coro vocal - Stromae - voz «Músicos adicionales» - Omorinmade Anikulapo-Kuti - saxofón alto (pista 7) - Babatunde Ankra - trombón (pista 7) - Drew Goddard - guitarra - Daniel Green - teclados - Samir Joubran - oud - Wissam Joubran - oud - Adnan Joubran - oud - Femi Kuti - cuerno - Hecho Kuti - orquestaliónica - Ayoola Magbagbeola - saxofón tenor - Max Martin - teclados - Gbenga Ogundeji - trompeta - Bill Rahko - teclados - Davide Rossi - cuerdas - Rik Simpson - teclados | - «Producción» - Principal - Daniel Green - productor (pista 7, 10), programación - Emily Lazar - masterización - Max Martin - productor y programación - Bill Rahko - productor (pistas 7, 10), programación - Rik Simpson - productor (pistas 7, 10), programación - Marcar «Spike» Stent - mezcla «Asistente» - Erwan Abbas - asistente de ingeniería - Chris Allgood - asistente de masterización - Lionel Capouillez - ingeniería adicional - Michael Freeman - asistente de mezcla - Matt Glasbey - asistente de ingeniería - Pierre Houle - ingeniería adicional - Adnan Joubran - ingeniería adicional - Matt Latham - asistente de ingeniería - Baptiste Leroy - asistente de ingeniería - Bastien Lozier - ingeniería adicional - Issam Murad - asistente de ingeniería - Lance Robinson - ingeniería adicional - Davide Rossi - ingeniería adicional - Anthony De Souza - asistente de ingeniería - Federico Vindver - ingeniería adicional - Matt Wolach - asistente de mezcla |

## Listas
| Lista (2019)                           | Mejor posición |
| -------------------------------------- | -------------- |
| Argentina (CAPIF)                      | 1              |
| Australia (ARIA)                       | 1              |
| Austria (Ö3 Austria)                   | 5              |
| Bélgica (Ultratop flamenca)            | 1              |
| Bélgica (Ultratop valona)              | 1              |
| Canadá (Billboard Canadian Albums)     | 3              |
| República Checa (ČNS IFPI)             | 4              |
| Dinamarca (Hitlisten)                  | 6              |
| Países Bajos (Album Top 100)           | 1              |
| Finlandia (Suomen Virallinen Lista)    | 8              |
| French Albums (SNEP)                   | 1              |
| Alemania (Offizielle Top 100)          | 4              |
| Hungría (MAHASZ)                       | 3              |
| Irlanda (IRMA)                         | 5              |
| Italia (FIMI)                          | 3              |
| Japón (Oricon)                         | 10             |
| Japanese International Albums (Oricon) | 3              |
| Latvian Albums (LAIPA)                 | 3              |
| Lithuanian Albums                      | 5              |
| Mexican Albums (AMPROFON)\|            | 1              |
| Nueva Zelanda (Recorded Music NZ)      | 2              |
| Noruega (VG-lista)                     | 1              |
| Polonia (ZPAV)                         | 4              |
| Portugal (AFP)                         | 2              |
| Escocia (Scottish Albums Chart)        | 1              |
| España (PROMUSICAE)                    | 3              |
| Suecia (Sverigetopplistan)             | 9              |
| Suiza (Schweizer Hitparade)            | 1              |
| Reino Unido (UK Albums Chart)          | 1              |
| Estados Unidos (Billboard 200)         | 7              |

| Lista (2019)                       | Posición |
| ---------------------------------- | -------- |
| Austrian Albums (Ö3 Austria)       | 69       |
| Belgian Albums (Ultratop Flanders) | 47       |
| Belgian Albums (Ultratop Wallonia) | 42       |
| Dutch Albums (Álbum Top 100)       | 28       |
| French Albums (SNEP)               | 49       |
| German Albums (Offizielle Top 100) | 74       |
| Italian Albums (FIMI)              | 51       |
| Mexican Albums (AMPROFON)          | 43       |
| Polish Albums (ZPAV)               | 93       |
| Swiss Albums (Schweizer Hitparade) | 20       |
| UK Albums (OCC)                    | 14       |

## Certificaciones
| País         | Organismo certificador | Certificación | Ventas certificadas | Ref.   |
| ------------ | ---------------------- | ------------- | ------------------- | ------ |
| Francia      | SNEP                   | Platino       | 100,000             | [ 88 ] |
| Italia       | FIMI                   | Oro           | 25,000              | [ 89 ] |
| Países Bajos | NVPI                   | Oro           | 20,000              | [ 90 ] |
| Reino Unido  | BPI                    | Oro           | 100,000             | [ 91 ] |

## Historial de lanzamiento
| Región | Fecha                   | Formato          | Discográfica                       | Ref.                        |
| ------ | ----------------------- | ---------------- | ---------------------------------- | --------------------------- |
| Varios | 22 de noviembre de 2019 | Descarga digital | Parlophone, Atlantic, Warner Music | [ 92 ] [ 93 ] [ 94 ] [ 95 ] |